# 短尾南美南極魚
短尾南美南極魚為輻鰭魚綱鱸形目南極魚亞目南極魚科的其中一種，分布於南美洲火地島及福克蘭群島海域，體長可達23公分，為底棲性魚類，屬肉食性，生活習性不明，可做為食用魚。

## 擴展閱讀
維基物種上的相關：短尾南美南極魚